# Хуан Негрін
Хуан Негрін Лопес (ісп. Juan Negrín López; 3 лютого 1892 — 12 листопада 1956) — іспанський науковець і політик, останній голова уряду Другої республіки.

## Життєпис
Народився на Канарських островах у родині успішного підприємця. 1906 року отримав ступінь бакалавра в приватному коледжі La Soledad. Вивчав медицину в Німеччині, в університетах Кіля та Лейпцига. 1912 року здобув ступінь доктора медицини.
1916 року Негрін повернувся до Іспанії, де працював у головній лабораторії загальної фізіології в Мадриді під керівництвом лауреата Нобелівської премії з фізіології й медицини Сантьяго Рамона-і-Кахаля. 1920 року захистив докторську дисертацію. Від 1922 року був професором фізіології в Центральному університеті Мадрида.
Політичну діяльність розпочав 1929 року, вступивши до лав Іспанської соціалістичної робітничої партії. Після проголошення республіки 1931 року був обраний до лав кортесів.
Під час громадянської війни 1936—1939 років був міністром фінансів у кабінеті Франсиско Ларго Кабальєро. На тій посаді зумів упорядкувати фінансову систему республіки за умов війни, а також керував виконанням урядового рішення про відправку більшої частини золотого запасу Банку Іспанії]] (460 з 635 тонн) через Картахену до Москви, щоб воно не потрапило під контроль противників республіки. Прибічники націоналістів, які боролись проти уряду, вважали таку операцію розкраданням, оскільки золотий запас країни був власністю не уряду, а Банку Іспанії, який до 1962 року офіційно був акціонерним товариством.
У травні 1937 року Негрін сформував власний уряд. У той період він проводив курс на підвищення дієздатності уряду та посилення його влади, зміцнення армії, державний контроль над промисловістю. Від жовтня 1937 року його кабінет базувався в Барселоні. У 1937—1938 роках республіка втратила більшу частину своїх територій. 30 квітня 1938 року Негрін запропонував націоналістам мирний план, що зокрема передбачав незалежність Іспанії, відсутність на її території іноземних збройних сил, демократичну республіку з сильним урядом, референдум про майбутній устрій країни, регіональні свободи без шкоди для єдності Іспанії, захист легітимної власності, ліквідацію напівфеодальних відносин на селі, гарантії прав робітників, аполітичну та безпартійну армію, широку амністію. Однак каудільйо Франсіско Франко відкинув його, зажадавши повної капітуляції противника.
Після провалу мирного плану Негрін ініціював масштабний наступ республіканців у районі річки Ебро, який, незважаючи на тактичні успіхи перших днів, завершився невдачею. Восени 1938 року прем'єр-міністр погодився на виведення з Іспанії інтернаціональних бригад. На початку 1939 року республіканці втратили контроль над Каталонією, й Негрін був змушений виїхати до Франції, звідки невдовзі вилетів у Мадридську зону для продовження військових дій. У той період він уже навіть був готовий погодитись на мир за умови амністії, втім Франко відкинув і ту пропозицію.
6 березня Негрін виїхав до Франції разом з членами свого уряду та деякими комуністичними лідерами. 1940 року він переїхав до Великої Британії, звідки після Другої світової війни повернувся до Франції. У 1939—1945 роках очолював іспанський республіканський уряд в екзилі, але його повноваження визнавали далеко не всі вигнанці. 1945 Негрін подав у відставку й пішов з політики. Останні роки життя провів у Франції.